# São João dos Patos
Pour les articles homonymes, voir Patos (homonymie).
São João dos Patos est une municipalité brésilienne située dans l'État du Maranhão.